# GitHub
Pour l'entreprise, voir GitHub (entreprise)
 (février 2017).
GitHub (/ɡɪthʌb/, entreprise GitHub, Inc.) est un service web d'hébergement et de gestion de développement de logiciels, utilisant le logiciel de gestion de versions Git. Ce site est développé en Ruby on Rails et Erlang par Chris Wanstrath, PJ Hyett et Tom Preston-Werner. GitHub propose des comptes professionnels payants, ainsi que des comptes gratuits pour les projets de logiciels libres.
Le site assure également un contrôle d'accès et des fonctionnalités destinées à la collaboration comme le suivi des bugs, les demandes de fonctionnalités, la gestion de tâches et un wiki pour chaque projet. Le site est devenu le plus important dépôt de code au monde, utilisé comme dépôt public de projets libres ou dépôt privé d'entreprises.
Le 4 juin 2018, GitHub est acquis par Microsoft pour 7,5 milliards de dollars.

## Fonctionnalités
GitHub est centré sur l'aspect social du développement. En plus d'offrir l'hébergement de projets avec Git, le site offre de nombreuses fonctionnalités habituellement retrouvées sur les réseaux sociaux comme les flux, la possibilité de suivre des personnes ou des projets ainsi que des graphes de réseaux pour les dépôts. GitHub offre aussi la possibilité de créer un wiki et une page web pour chaque dépôt. Le site offre aussi un système de suivi des bugs et propose l'intégration d'un grand nombre de services externes tels que l'intégration continue, la gestion de versions, badges, chat basés sur les projets, etc. via l'option webhook.
Les documentations des projets sont écrites en langage Markdown.

### Particularité
Alors que le système traditionnel open source amène chaque contributeur à télécharger les sources du projet et à proposer ensuite ses modifications à l’équipe du projet, GitHub repose sur le principe du fork (embranchement) par défaut : toute personne « forkant » le projet devient publiquement le leader d'une copie portant le même nom que l’original.

## Histoire
GitHub a été lancé le 10 avril 2008. Le nom GitHub est composé du mot « git » faisant référence à un système de contrôle de version open-source et le mot « hub » faisant référence au réseau social bâti autour du système Git, mais aussi à une plate-forme de correspondance qui est appelée en anglais un « hub ».
Octocat est la mascotte de la marque. Il a été dessiné par Simon Oxley (également créateur du logo de Twitter) dans un style épuré inspiré par les arts populaires japonais (manga). On voit une partie de son visage dans un déguisement lui donnant des oreilles de chat et des tentacules de céphalopode.
Dans un discours au siège de Yahoo! le 24 février 2009, les membres de l'équipe GitHub ont annoncé que durant la première année, le site avait accumulé 46 000 dépôts publics, dont 17 000 dans le seul mois précédent. À cette époque, environ 6 200 dépôts avaient été « forkés » au moins une fois et 4 600 fusionnés.
Le 5 juillet 2009, le blog de GitHub a annoncé le dépassement de la barre des 100 000 utilisateurs inscrits sur le site. Dans un autre discours avec Yahoo! le 27 juillet 2009, Tom Preston-Werner a annoncé que le nombre était passé à 90 000 dépôts publics uniques, 12 000 ayant été « forkés » au moins une fois, pour un total de 135 000 dépôts. En juillet 2010, GitHub a annoncé qu'il accueille un million de dépôts. En avril 2011, GitHub a annoncé qu'il accueille deux millions de dépôts.
Le 21 septembre 2011, GitHub a annoncé qu'il avait atteint plus d'un million d'utilisateurs.
Le 13 septembre 2012, sur sa page d'accueil, GitHub a annoncé qu'il avait plus de 2,1 millions d'utilisateurs et plus de 3,7 millions de dépôts.
Le 19 décembre 2012, GitHub a annoncé qu'il avait plus de 2,8 millions d'utilisateurs et plus de 4,6 millions de dépôts.
En juin 2015, GitHub ouvre un bureau au Japon. En avril 2016, GitHub a annoncé avoir dépassé les quatorze millions d'utilisateurs et plus de 35 millions de dépôts de projets le plaçant comme le plus grand hébergeur de code source au monde. 
Le 4 juin 2018, GitHub annonce son acquisition par Microsoft pour 7,5 milliards de dollars. Cela inquiète de nombreux développeurs. Parmi ses concurrents, le site de forge, GitLab voit 50 000 nouveaux projets apparaître sur sa plateforme dans la journée via l'outil de migration depuis GitHub. Le mercredi 6 juin, 100 000 projets avaient migré sur les 75 millions de projets que comporte GitHub. D'autres se sont tournés vers Bitbucket. SourceForge.net, une des plus anciennes forges publiques voit aussi un important pic d'imports et comme les précédents proposent un outil spécialisé pour l'import depuis GitHub. Enfin, d'autres se sont probablement portés vers des solutions d'auto-hébergement libres de leurs dépôts.
En 2019, est mis en place une restriction d'échanges des États-Unis d'Amérique (anglais : U.S. trade restrictions), dont l'Iran, la Syrie, la Crimée, et potentiellement d'autres pays (Github mentionne Cuba et la Corée du Nord) sont concernés. Github bloque alors fin juillet l'accès à ses services à ces pays. Ainsi les utilisateurs depuis ces pays se voient également bloquer l'accès à leurs dépôts privés, à la place de marché GitHub, ainsi qu'à la maintenance des comptes des organisations privées rémunérées.
Le 25 janvier 2023, GitHub publie un article de blog pour annoncer avoir dépassé la barre des 100 millions d'utilisateurs.
En février 2024, le cofondateur de GitHub Chris Wanstrath (en) est exclu temporairement de la plateforme,.

## Utilisateurs
Une étude de 2018 montre que le contributorat des personnes disposant d'un mail officiel issu d'une GAFAMI pèse davantage que le contributorat de personnes indépendantes. Les entreprises qui constituent la plus grosse part des contributions sont : Microsoft, Google, Jetbrains, Apple, Facebook, Red Hat / IBM, Intel et Pivotal,. Ceci vient tempérer la vision d'une guerre entre le libre et les GAFAMI, et cache en partie une vision commune partagée de recherche d'efficacité, les différences idéologiques passant alors au second plan.

## Dépôts retirés
En octobre 2020, les dépôts de youtube-dl et tous ses forks sont brièvement retirés de GitHub. youtube-dl est un logiciel permettant de conserver en local une copie d'une vidéo disponible sur un certain nombre de sites de diffusion vidéo. D'après le site, c'est en raison de la loi américaine du Digital Millennium Copyright Act (DMCA) de 1998 et à la demande de la Recording Industry Association of America (RIAA), représentant les industriels de la musique. Pendant une brève période, le logiciel n'est alors disponible que sur le site des développeurs. Mais pour la Freedom of the Press Foundation, cela menace le travail des journalistes qui utilisent fréquemment ce logiciel pour conserver une trace de vidéos pour leurs enquêtes et reportages, notamment pour les contenus concernant les extrêmistes ou les controverses. La demande de la Recording Industry Association of America (RIAA) est jugée abusive. youtube-dl redevient disponible sur GitHub,,,,.
En novembre 2020, à la suite de plaintes DMCA de Google, GitHub clôt le dépôt du projet « Widevine L3 Decryptor », permettant de contourner DRM Widevine, propriété de Google.